# Нордскали
Нордскали (фар. Norðskáli,дат. Nordskåle) — посёлок (населённый пункт) Фарерских островов — автономного региона Королевства Дании, находится на втором по площади острове Фарер — Эстурой. Расположен в южной части о.Эстурой.
Нордскали находится в центральной части северо-восточного побережья пролива Сундини (Sundini), в самом узком его месте. На юге примыкает деревня Ойярбакки, в нескольких километрах к северу от дер. Свинар.
Название Нордскали дословно переводится, как Северное жильё.
Население на 1 января 2016 года составляло 309 жителей.
Возникло в средневековье.
Первое письменное упоминание о Нордскали относится к 1584 году.
Находится в центре природоохранной зоны с 1970-х годах. Здесь функционируют рыбный и литейный заводы, сервисные компании, два банка, торговые центры, кафе со столовой, школа, почта.
В 1973 году появились первые мосты между посёлками Нордскали на острове Эстурой и посёлком Несвик на о. Стреймое. В 1976 году открыт новый тоннель между Нордскали и остальной частью острова Эстурой. Вместе с мостом эта система связала два крупнейших острова архипелага в то, что теперь называют «Meginlandið» — «Материк».

## Галерея

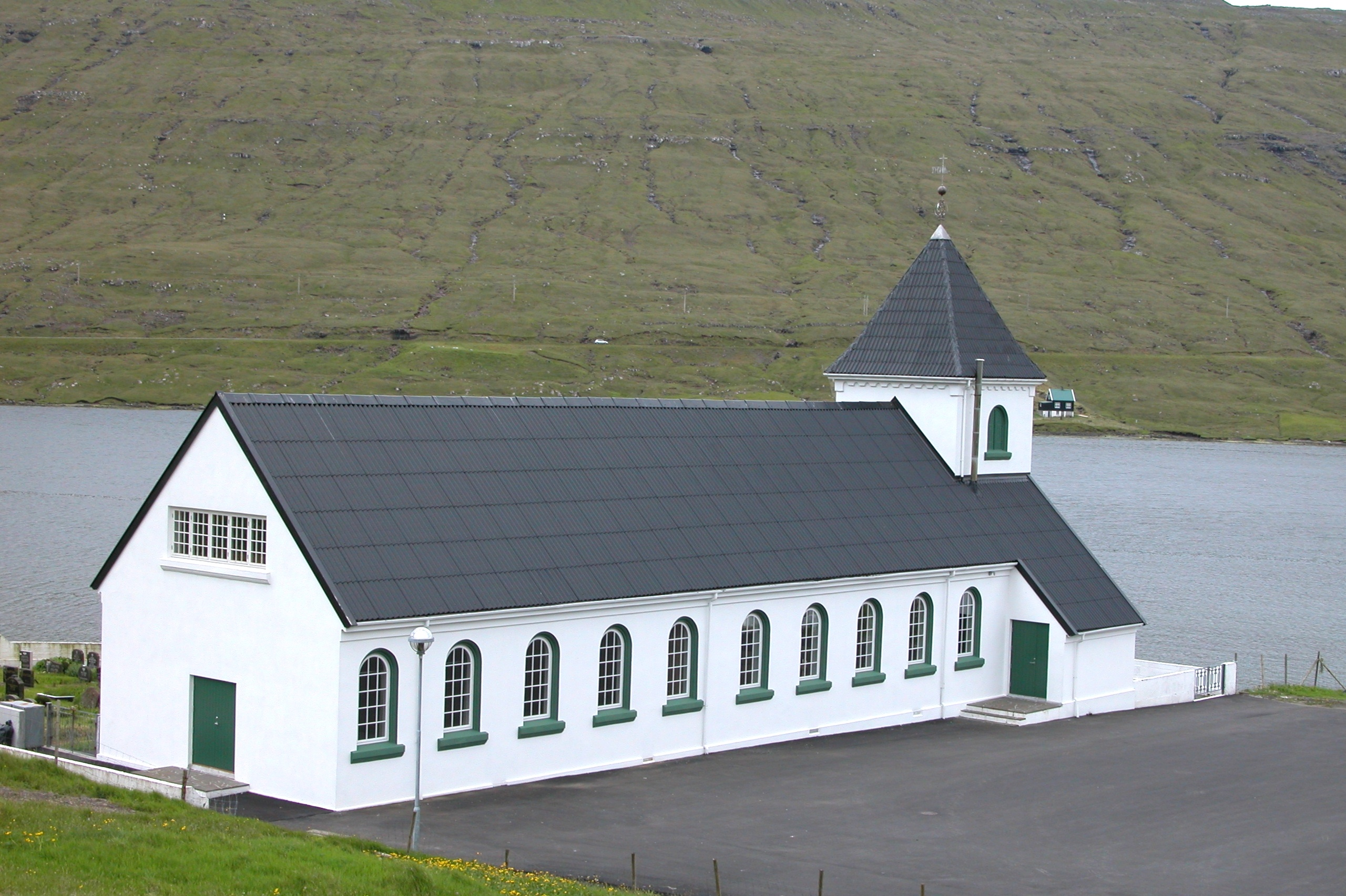
Кирха (1932 г.)
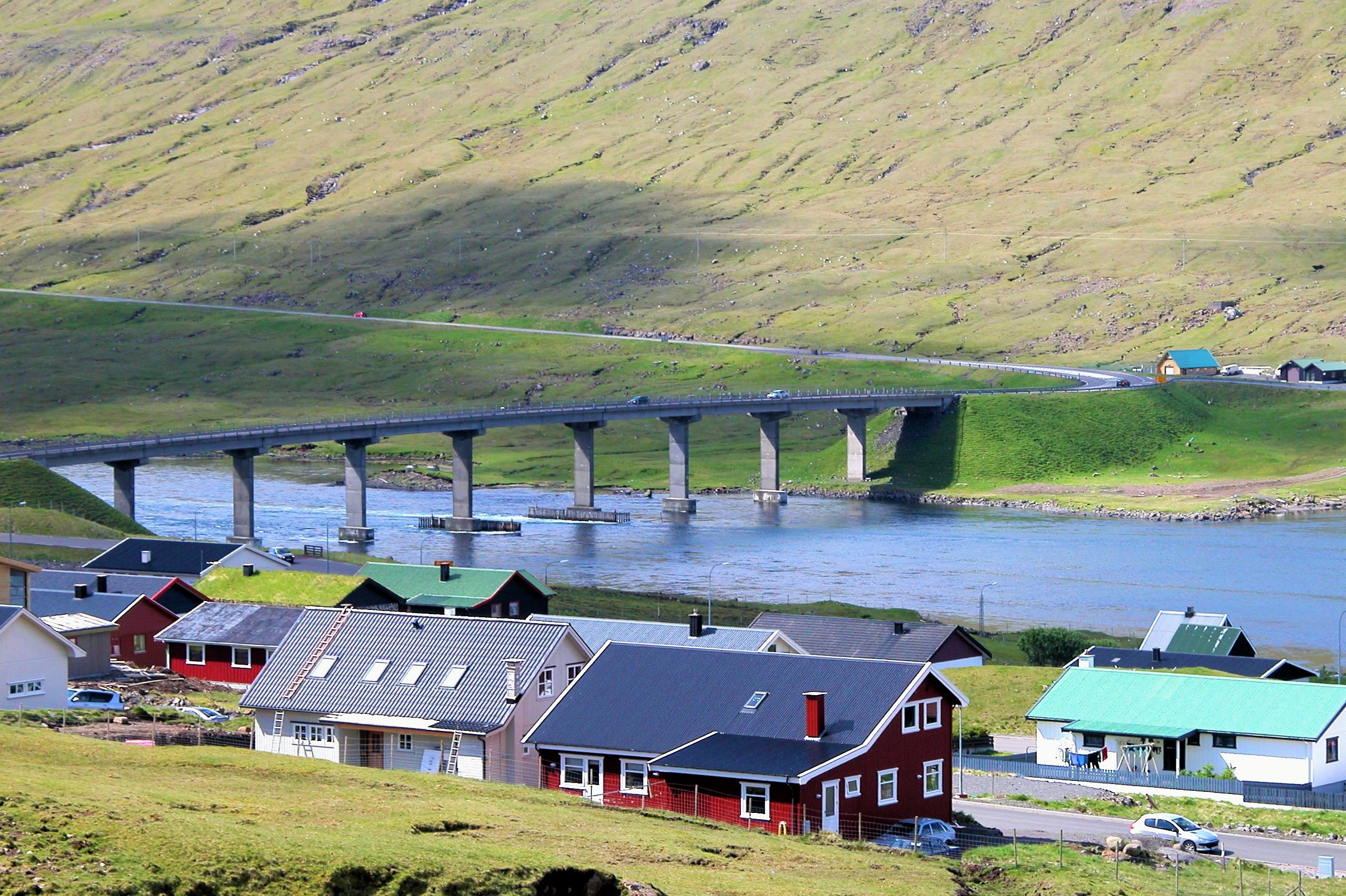
Мост между о. Стреймое и Эстурой длиной 226 метров
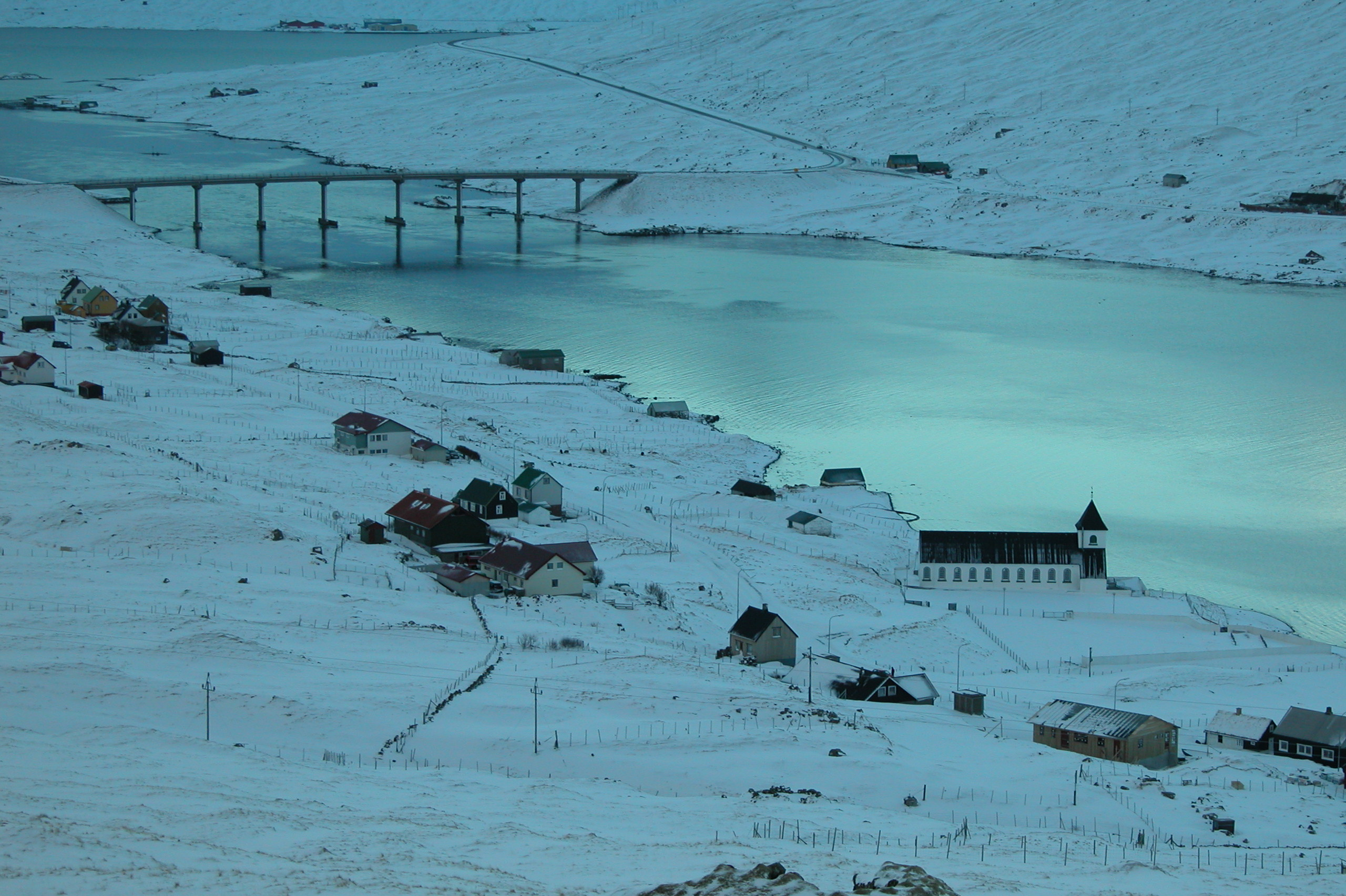
Нордскали и Стрийминский мост
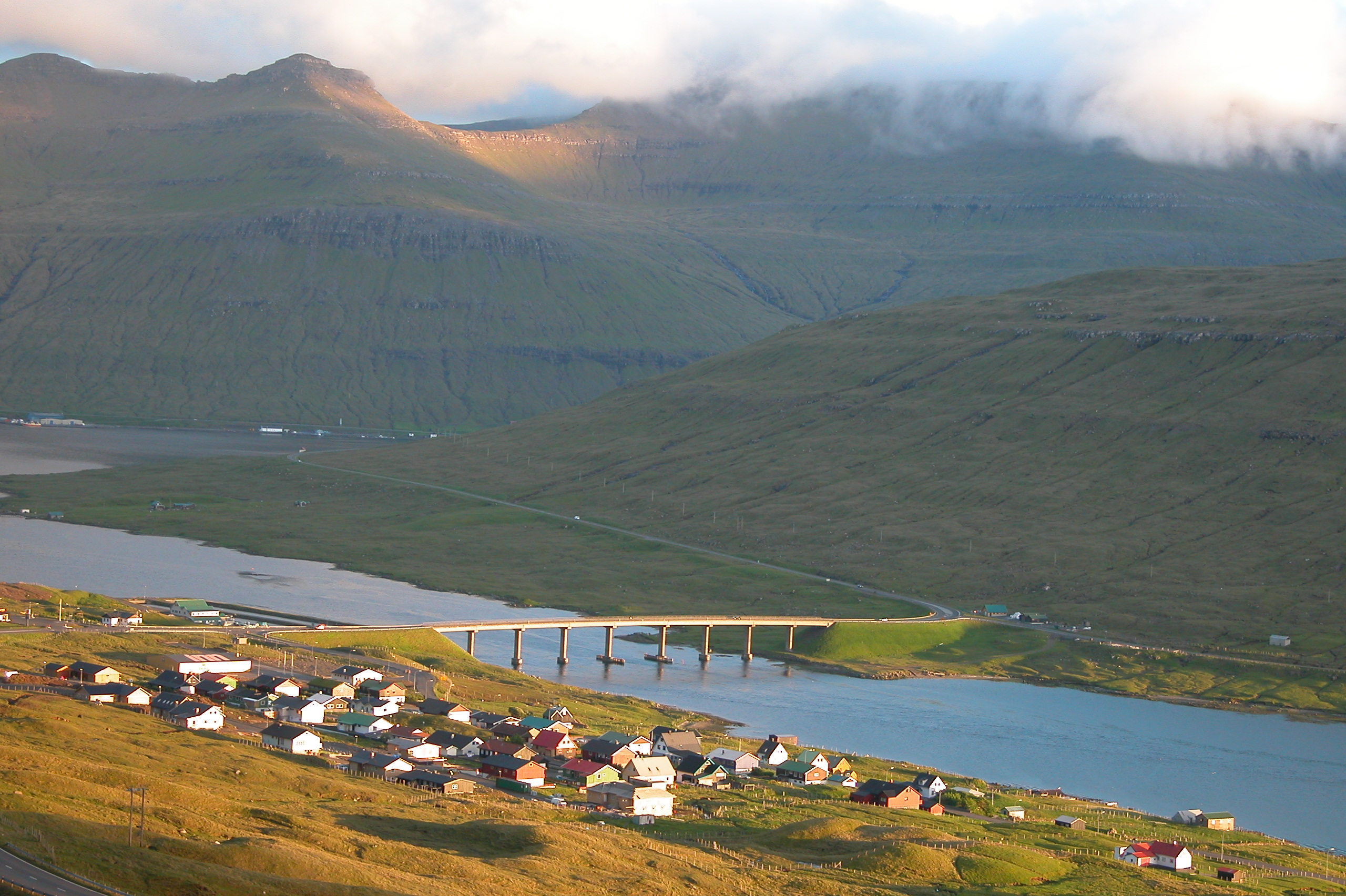
Нордскали
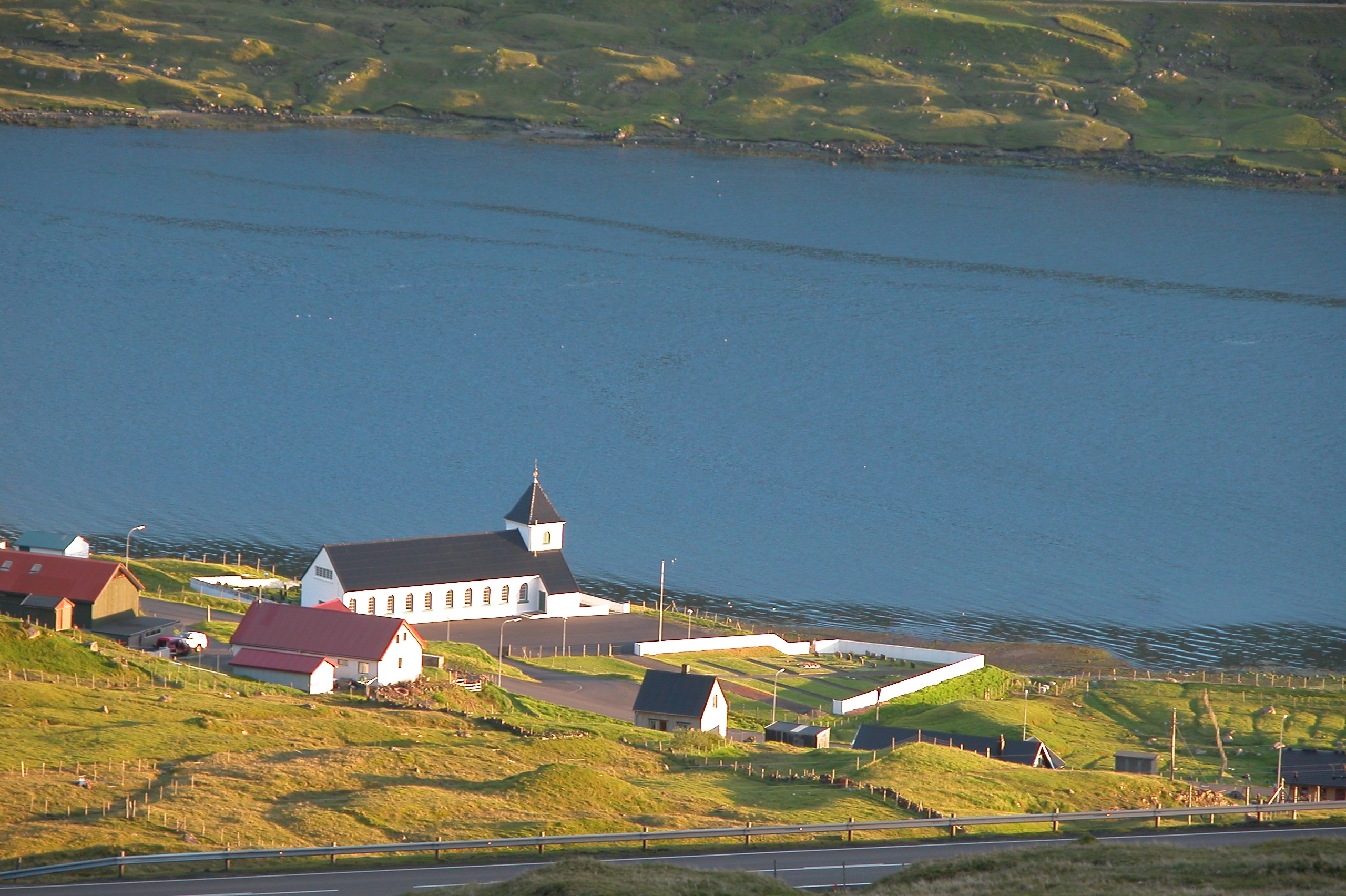
Нордскали на берегу пролива Сундини
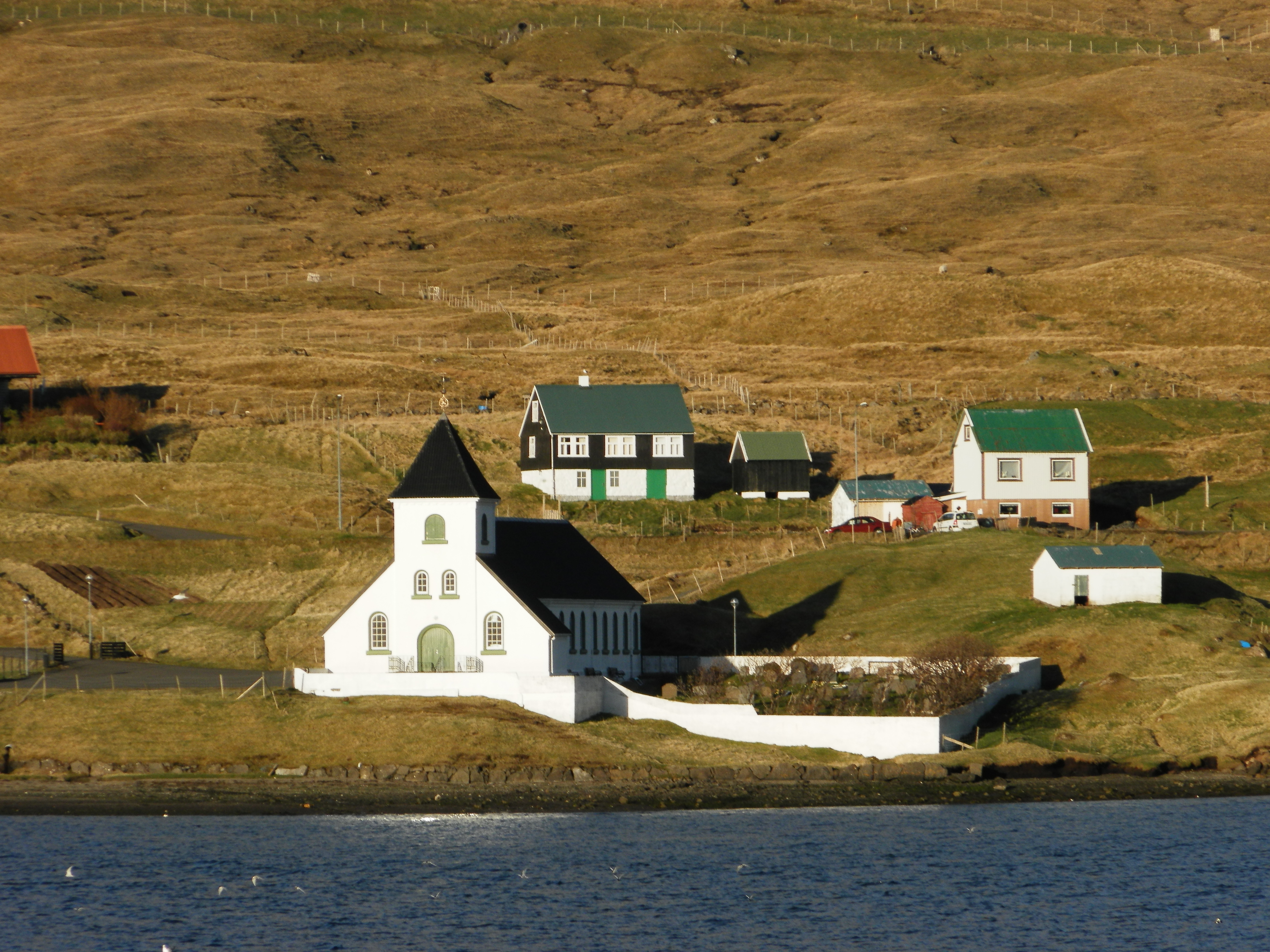
Кирха